# Christian Rabjerg Madsen
Christian Rabjerg Madsen (ur. 24 marca 1986 w Silkeborgu) – duński polityk, poseł do Folketingetu, w 2022 minister.

## Życiorys
W 2012 ukończył nauki polityczne na Uniwersytecie w Aarhus. Działał w związanej z socjaldemokratami organizacji studenckiej Frit Forum. Pracował w firmie konsultingowej i administracji gminy Varde. W 2015 z ramienia Socialdemokraterne po raz pierwszy uzyskał mandat posła do Folketingetu, z powodzeniem ubiegał się o reelekcję w kolejnych wyborach w 2019 i 2022.
Był rzecznikiem partii ds. finansów, w 2022 powołany na rzecznika ds. politycznych. W maju 2022 objął stanowisko ministra spraw wewnętrznych i mieszkalnictwa w gabinecie Mette Frederiksen. Urząd ten sprawował do grudnia tegoż roku.